# Бёюк-Кясик
Бёюк-Кясик (азерб. Böyük Kəsik) — село в Бёюк-Кясикском административно-территориальном округе Акстафинского района Азербайджана.

## Этимология
Название происходит от близлежащей горы.

## История
Посёлок Бёюк-Кясик основан как посёлок при железнодорожной станции к началу 1960-х.
Согласно административному делению 1961 и 1977 года посёлок Бёюк-Кясик входил в входил в Муганлинский сельсовет Казахского района Азербайджанской ССР, а к 1977 году поселок входил в Садыхлинский сельский совет этого же района.
24 апреля 1990 года посёлок передан в состав новообразованного Акстафинского района, а позже ему присвоен статус села.
В 1999 году в Азербайджане была проведена административная реформа и внутри Бёюк-Кясикского административно-территориального округа был учрежден Бёюк-Кясикский муниципалитет Акстафинского района.

## География
Село находится в 50 км от райцентра Акстафа и в 493 км от Баку. В селе расположена пограничная (таможенная) железнодорожная станция.
находится хребет Беюк-Кясик (высшая точка — 333,7 м). Село находится на высоте 287 метров над уровнем моря.

## Население
| Численность населения | Численность населения | Численность населения |
| 1985                  | 1999                  | 2009                  |
| --------------------- | --------------------- | --------------------- |
| 850                   | ↗1742                 | ↘1428                 |

Население преимущественно занимается животноводством и виноградарством.

## Климат
Среднегодовая температура воздуха в селе составляет +14,1 °C. В селе полупустынный климат.

## Инфраструктура
В селе расположены почтовое отделение, средняя школа, дом культуры, клуб, библиотека, детский сад.